# Muskaatdruif

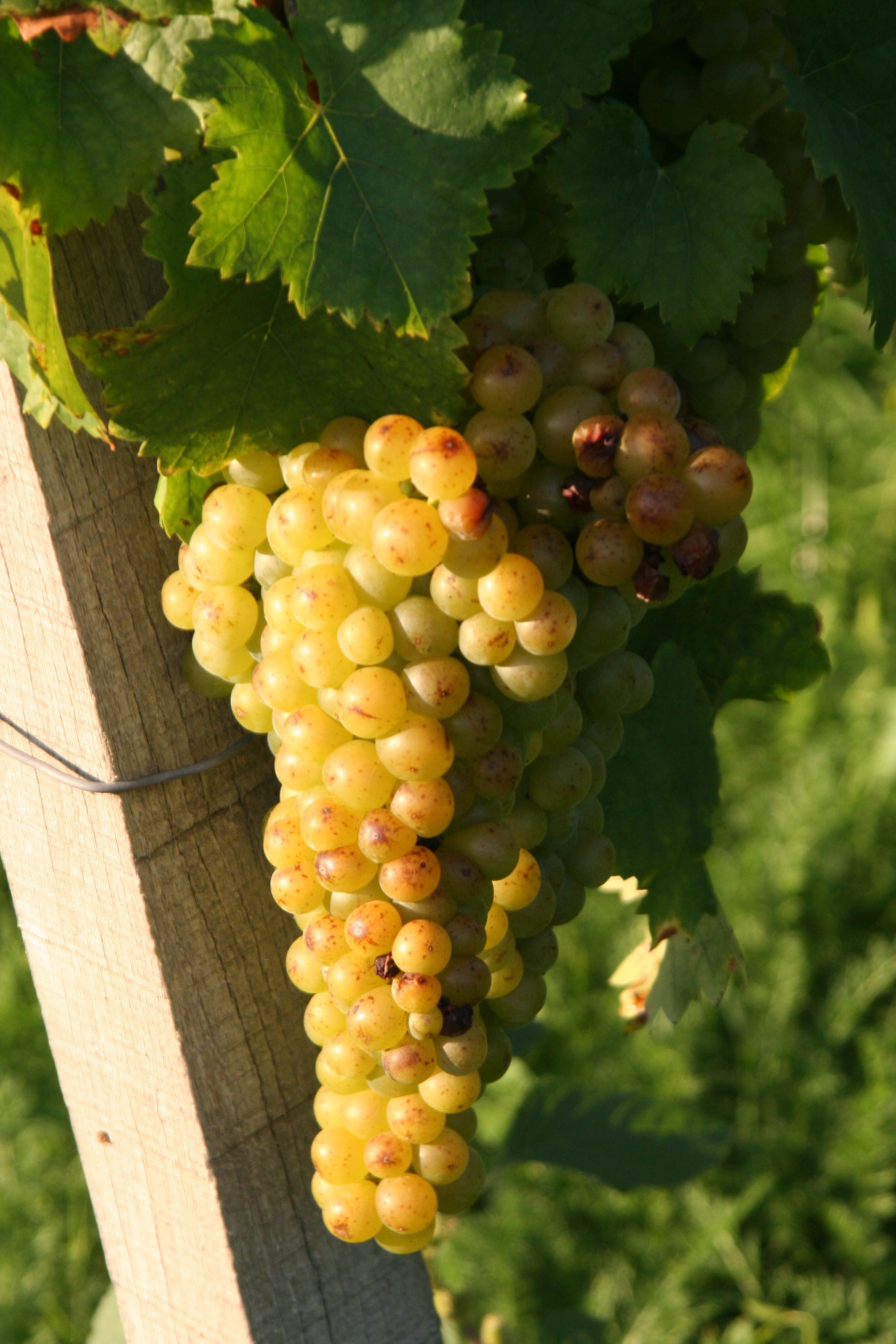
Gelber Muskateller, een muskaatdruivensoort

De muskaatdruif (Frans: Muscat) is een druif die vooral gebruikt wordt voor witte zoete muskaatwijnen. Er zijn 200 verschillende soorten muskaatdruiven. Muskaat van Alexandrië is daar een voorbeeld van. De meeste zijn ambergeel of groengeel en hebben een ovale vorm. Muskaat van Alexandrië heeft een matig bedauwde, stugge schil. Het vruchtvlees is in het algemeen knapperig en heeft een nootmuskaatachtige, vaak erg zoete smaak. De oogst vindt plaats tussen juli en oktober.
De muskaatdruif stamt waarschijnlijk uit Turkije en werd in de Romeinse tijd over het Middellandse Zeegebied verspreid.
De muskaatdruif is een van de meest delicate druivenrassen. Ze vallen op door hun frisheid en aromatische smaak. Bijzonder is de zoete en bloemrijke geur en smaak in de vin doux naturel uit de Roussillon. Ook de droge Muscats/Muskateller uit streken zoals de Elzas, de Pfalz en Oostenrijk hebben goede rassen. Een van de beste is de Muscat blanc à petits grains, en als tweede de Muskaat van Alexandrië. Andere namen voor deze druivensoort zijn in het Spaans, Italiaans en Duits Moscatel, Moscato en Muskateller.

## Muskaat van Alexandrië
De druiven hiervan zijn aangeplant rond de Middellandse Zee en worden gebruikt als tafeldruif en voor de wijnproductie. Een volle en zeer zoete smaak kenmerkt over het algemeen de wijnen, waarin veel van deze druiven verwerkt zijn. Zulke wijnen zijn onder andere de muscat de Rivesaltes uit Zuid-Frankrijk en de moscatelwijnen uit Spanje en Portugal. Ook in andere landen rond de Middellandse Zee en in de nieuwe wijnlanden Australië, Californië en Zuid-Afrika wordt met dit ras gewerkt. Juist in de Egyptische wijnbouw wordt zij minder toegepast, maar des te meer als tafeldruif.
Het ras is gevoelig voor lamsteligheid; hierbij sterven de steeltjes van de bessen af, waardoor deze noodrijp worden en daardoor erg zuur blijven. Dit kan meestal voorkomen worden door niet-dragende scheuten zo snel mogelijk te verwijderen, de bladeren direct boven de trossen weg te halen en tijdig te dieven. De Muskaat van Alexandrië is in West-Europa succesvol als zeer smakelijke kasdruif.
De Muskaat van Alexandrië staat ook bekend onder andere namen, waaronder:
Hanepoot (Afrikaans), Muscat of Alexandria (Engels), Muscat d’Alexandrie, Muscat Romain (Frans), Zibibbo (Italiaans), Moscatel de Setúbal (Portugees), Moscatel Gordo Blanco, Moscatel de Alejandría, Moscatel de Málaga (Spaans).

## Andere soorten
De beste druivensoorten zijn:
- Muscat de Hambourg, ook bekend als de Black Muscat, deze druif wordt in Oost-Europa en Californië geteeld.
- Muscat blanc à petits grains, deze wordt onder andere gebruikt in Italië voor de productie van Asti Spumante, een Italiaanse schuimwijn.
- In de Elzas wordt een droge wijn gemaakt van de Muscat blanc à petits grains.
- In Hongarije wordt de Sárga muskotály verbouwd voor de wijnproductie voor Tokaji.
- In Oostenrijk is hetzelfde ras bekend onder de naam Gelber Muskateller. Ook als tafeldruif wordt dit ras geteeld.
- Muscat Ottonel, een druif die veel op de Balkan wordt geteeld maar ook in de Elzas voorkomt.

Andere namen zijn Moscato bianco, Muscat lunel, Muskat zoti, Muskat zlty, Zoruna.

## Muskaatwijn
Muskaatwijnen worden gewoonlijk bij het nagerecht gedronken. Bekende muskaatwijnen zijn de Muscat de Beaumes-de-Venise uit de Vaucluse in Zuid-Frankrijk of de Muscat de Rivesaltes, uit het stadje Rivesaltes in Roussillon.